# Chiesa riformata di Ausserferrera
La chiesa riformata di Ausserferrera (in tedesco Reformierte Kirche Ausserferrera) è un luogo di culto evangelico situato ad Ausserferrera, frazione del comune svizzero di Ferrera nel Canton Grigioni (regione Viamala).

## Storia
La costruzione nella sua struttura originaria risale alla fine del XV secolo (navata e presbiterio); l'edificio ha assunto la configurazione attuale nel 1718.
Ausserferrera aderì alla Riforma protestante prima del 1538, mentre nel 1707 avvenne la definitiva separazione dalla parrocchia di San Martino di Zillis.

## Descrizione

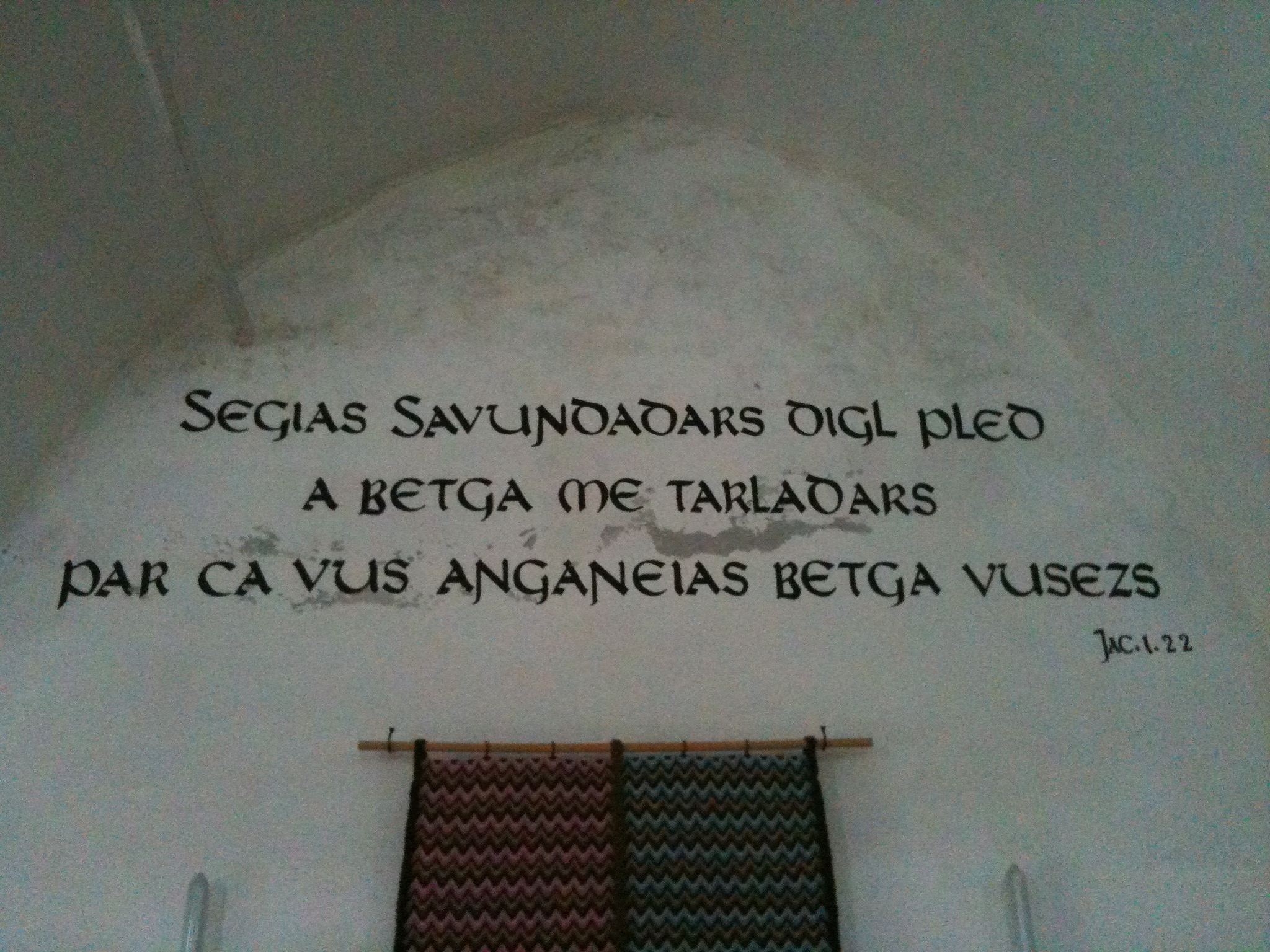
Il passo della Lettera di Giacomo riportato sulla parete sinistra della chiesa

Internamente, sulla parete sinistra è riportata una citazione della Lettera di Giacomo (Gc 1, 22) in romancio:
(Lettera di Giacomo 1, 22)
Il campanile ospita due campane, una del 1831 e l'altra del 1954.